# Asplenium fimbriatum
Asplenium fimbriatum är en svartbräkenväxtart som beskrevs av Kze. Asplenium fimbriatum ingår i släktet Asplenium och familjen Aspleniaceae. Inga underarter finns listade.